# レインジャー8号
レインジャー8号（英語: Ranger 8）はNASAのレインジャー計画で製作され、打ち上げられた月探査機。月面に向けて進み、月面衝突前の十数分間の高解像度写真の撮影が目的であった。ビジコンカメラ6台に加え、広角カメラ2台、狭隅角カメラ4台が積まれており、それぞれのカメラが独立した系統の電源、通信を持つことで信頼性と安定性を増していた。カメラ類以外の観測装置は積まれていなかった。

## 設計
レインジャーの6号機以降はすべてブロック3といわれる設計系統でどれも同じような構造になっていた。推進・電源ユニットの上に幅が1.5m程度の6角形の台座があり、上部には円筒部がついており、全高は3.6m程度であった。下部には展開式の太陽電池パネルとパラボラ高利得アンテナが積まれており、展開すると太陽電池パネルは4.6m程度。上部の円筒部にカメラ装置一式があり、先端に準無指向性低利得アンテナが搭載されている。
推進用ロケットはヒドラジン単元推進薬で推進力は224N、ジェットの方向コントロールは4枚のジェット翼で行われていた。高度、姿勢などの制御は3台のジャイロ、主副合わせて6台の太陽センサ、2台の対地センサなどから制御されており、窒素ガスジェットで姿勢を維持した。電源は太陽光電源のほかに銀亜鉛電池からの電気が利用された。
通信は準無指向性低利得アンテナとパラボラ高利得アンテナの2種があり、通信装置はそれぞれ波長の違う3種が積まれていた。なお、通信用にビデオ信号はRF信号に変換されていた。

## 経過

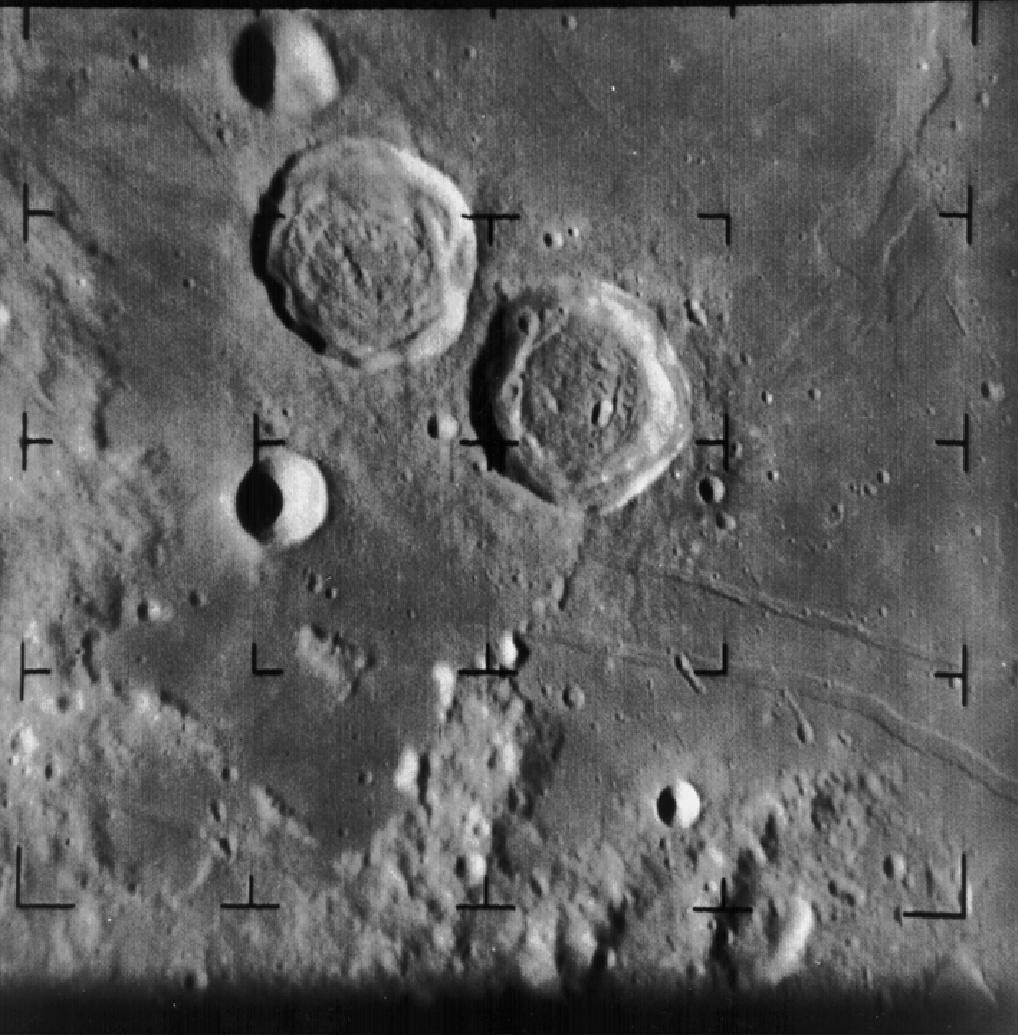
レインジャー8号の撮影した月面、サビン、リッターの両クレーターが見えている

打ち上げに使われたアトラス・アジェナはアトラス196DとアジェナB6006の組み合わせだった。打ち上げには無事成功し、レインジャー8号とアジェナロケットは地上185kmの宇宙待機軌道に乗せられた。14分後、アジェナロケットの90秒の点火で月遷移軌道に乗り、数分後レインジャー8号とアジェナロケットが分離した。分離後、太陽電池パネルと高利得アンテナが展開し、姿勢制御装置が働き始め、UT21:30分から通信は無指向性アンテナから高利得アンテナに切り替えられた。2月18日、地球から16万kmの位置で中間軌道操作が行われ、向きの再変更と59秒間のロケット点火が行われた。27分の操作の間、通信機の電力がひどく落ち込み、すべてのテレメトリチャンネルが失われた。これはロケットの燃焼中断続的に続き、その後通常に戻った。このテレメトリの喪失は影響が軽微であった。月到着の直前に行われる予定であった撮影範囲をより狭めるためのカメラの制御は広範囲の月面を撮影可能にするために中止された。
1965年2月20日に月に到着し、最初の画像は9:34:32 UT に2510kmの高度から撮影された。月面衝突までの23分間にわたって7137枚の高解像度写真が送られた。衝突前最後の画像は解像度1.5mであった。月面に向かっては双曲線軌道で低下し、入射漸近角度は月の赤道から-13.6度であった。軌道面は月の赤道から16.5度傾いていた。発射から64.9時間後の1965年2月20日09:57:36.756 UTに月面座標N2.67度、E24.65度の静かの海に衝突した。なお、発表当初はN2.72度、24.61度とされていた。衝突速度は秒速2.68kmより少し小さい程度だった。

## 註
1. 1 2 3 4 5 6  National Space Science Data Center, Ranger 8, NSSDC ID: 1965-010A

## 参考
- “National Space Science Data Center - Ranger 8”.   National Air and Space Administration. 2012年5月24日閲覧。